# Арабати Баба теке
Арабати Баба теке или Серсем Али Баба теке (на македонска литературна норма: Арабати Баба-теќе) е алевийско теке, което се намира на изхода на Тетово, Северна Македония, в подножието на планината Шар.

## История
Текето е изградено в 1538 година около тюрбето на Серсем Али паша. Текето получава вакъф в 1799 година от Реджеп паша Тетовски и сина му Абдурахман паша Тетовски. Имената на двамата дарители се свързват и с изграждането на градското кале и Шарената джамия.
В текето са живели около 15 дервиши, начело на които седял баба. Текето е комплекс от религиози сгради, от които днес са запазени шадраван, тюрбе, кула, чешма, кухня и други. В продължение на 120 години в текето живеят бекташи. Дервишите са известни с техния особен култ към почитането на починали баби и шехови. Активният дервишки живот в текето се задържа до 1912 година. В 1941 година животът в текето е възстановен до 1945 година, когато е напълно изоставено.
В 2002 година въоръжена група на Ислямската религиозна общност в Македония превзема текето в опит да го обяви за джамия, въпреки че никога не е изпълнявало такава функция. Впоследствие общността на бекташите съдят правителството на Република Македония заради провала ѝ да им възвърне текето, позовавайки се на закон, приет през 1990-те години, връщащ национализираните обекти в рамките на Югославия.
През септември 2010 година е обявено, че част от гранта в размер на 53 000 евро, осигурени от правителството на САЩ за възстановяване и запазване на забележителности в Република Македония, ще бъде отделена за Арабати баба теке.
Днес в текето се помещава Народният музей на Тетово.